# Musik i Ukraina
Ukrainsk musik är musik som komponerats eller uppstått i det som i dag är Ukraina, av ukrainare eller på ukrainska. Den har en lång historia, och folkmusiken är nära släkt med folkmusiken hos andra slaviska folk.

## Historia

### Etniskt ukrainsk folkmusik
Ukrainas musikhistoria går tillbaka till skyternas rike. Den ukrainska musiken utvecklades senare parallellt med folkmusiken hos andra slaviska folk. Rituella sånger vid jul och nyår (koljadka), på våren (vesnjanka) och i skördetiden (zazjynky) är musik som har djupa rötter.

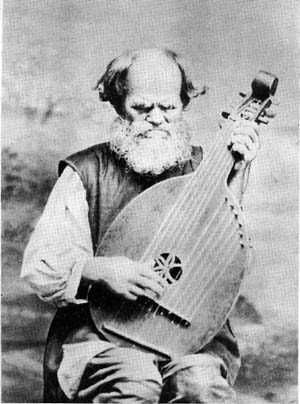
Ostap Veresaj, 1800-talets berömdaste ukrainska kobzar.

En fastare ukrainsk musikrepertoar uppstod på 1400-talet. Den bestod av historiska sånger och epos (duma, som sjöngs av blinda sångare – kobzar), till ackompanjemang av vevlira eller bandura. Vid bröllop fanns gott om musik och dans, och där ackompanjerades varje fas i ritualen av ladkannja – monotona klagovisor med text som delvis improviserades fram. Olika sorters lyriska sånger fick vid spridning. De lyriska sångerna var i västra delen av landet oftast enstämmiga, i öster flerstämmiga. Väl spridda blev även kolomyjka, kortare improviserade sånger med texter som innehöll satir eller annan humor.
Den ukrainska folkmusiken blev känd i vidare kretsar på 1800-talet när ukrainska musikanter spelade i Polen och Ryssland.
Ringdanser till gemensam sång ingår i en äldre dansrepertoar, medan pardanser till instrumentalmusik är tillkomna senare. De flesta av de yngre pardanserna går i tvåtakt och i relativt hastigt tempo. Några av de vanligare danserna har namn som kozatjok, kolomyjka, hopak (ryska: gopak), hutsulka och arkan; alla de här danserna är uppbyggda på några få enkla rytmiska motiv.
Under den sovjetiska tiden bildades stora folkmusikensembler. Deras stil har starkt påverkat utövandet av folkmusik. En av de vanligare typerna av ukrainska folkmusikensembler är trojista muzyka ("musikalisk trio"); där spelas på fiol (skrypka) eller flöjt (sopilka), hackbräde (tsymbaly) och trumma. Bland andra vanliga instrument kan nämnas luta (kobza), cister/cittra (bandura), vevlira, mungiga och säckpipa.

### Folkmusik av etniska minoriteter i Ukraina
Ukraina har genom århundradena även befolkats av etniska minoriteter, och de har utvecklat sina egna folkmusiktraditioner. Den kanske rikaste av dessa är den judiska klezmer, vilken kan spåra det mesta av sina rötter till judiska bosättningsområdet i Kejsardömet Ryssland och till den sydvästra delen av dagens Ukraina. Vid förra sekelskiftet (1899/1900) antas en tredjedel av den judiska befolkningen i Europa ha bott inom det etniskt ukrainska området. Klezmer påverkades bland annat av ukrainsk folkmusik, eftersom klezmorim (klezmerspelmän) ofta engagerades till ukrainska evenemang och högtider.
En stor del av utvecklingen inom rysk musik har skett i det som i dag är Ukraina. Många av de tidiga spelmännen av rysk folkmusik kom från de ukrainska områden, och de inkluderade ofta ukrainska melodier i sin repertoar. Den fyrsträngade ryska domran spelas och studeras i Ukraina än idag, medan den i själva Ryssland numera kommit att ersättas den tresträngade domran.

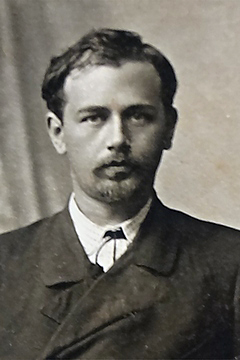
Mykola Leontovytj, viktig körledare i början av 1900-talet.

### Klassisk musik
Kristendomens införande i slutet av 900-talet medförde musikaliska influenser söderifrån. Under 1000-talet utvecklades en inhemsk kyrkomusikstil, inspirerad av bysantinsk kyrkomusik.
På 1500-talet kom hymner i flera stämmor. 1615 grundades Kiev-Mohyla-akademin, och där utbildades ett antal framstående kyrkomusiker.
Många ukrainska musiker verkade från slutet av 1600-talet i Moskva, senare även i Sankt Petersburg. Mykola Ovsianyko-Kulykovskyj (1768–1846) skrev symfonier på wienklassicistiskt manér. Under 1800-talet verkade också de tre operakompositörerna Semen Hulak-Artemovskyj (1813–73), Petro Nisjtjynskyj (1832– 96) och Petro Sokalskyj (1832–87).

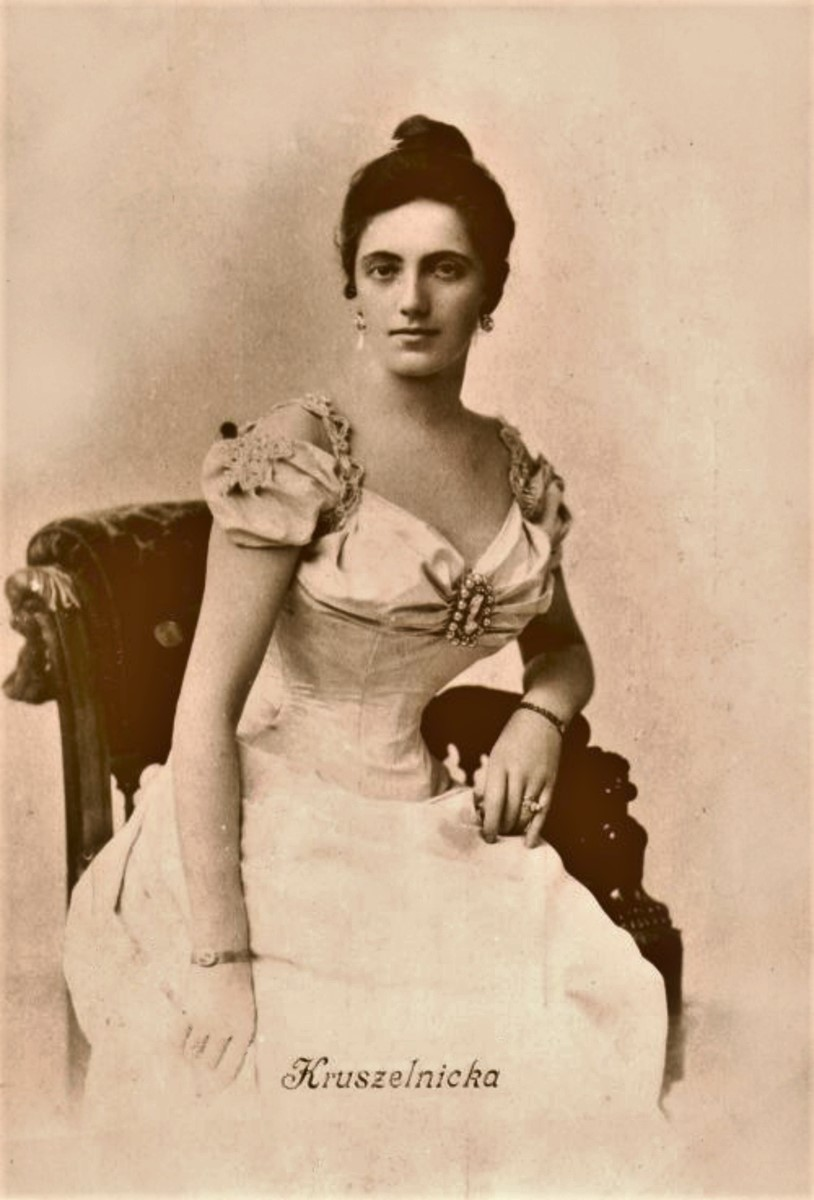
Solomija Krusjelnytska, framträdande operasopran under första halvan av 1900-talet.

Mykola Lysenko (1842–1912) var pianist, kompositör och folkmusikforskare. Han fick stor inverkan för musik livet, bland annat genom att han grundade en kör och ett högre musikinstitut i Kiev. Kyrylo Stetsenko (1882–1922), Jakiv Stepovyj (1883–1921), Mykola Leontovytj (1877–1921) och Olexandr Kosjyts (1875–1944) verkade i Ukraina fram till ryska revolutionen och var alla starkt påverkade av Lysenko.
I det sovjetiska Ukraina tillhörde Mychajlo Skorulskyj (1887–1950) och Borys Ljatosjynskyj (1895–1968) den första generationen tonsättare. Den senare var den kanske mest framträdande ukrainaren inom sitt yrke under 1900-talet. Därefter framträdde Andrij Sjtoharenko (1902–92), Konstiantyn Dankevytj (1905–84) och Herman Zjukovskyj. Viktiga namn ur senare generationer har varit  Myroslav Skoryk (född 1938), Leonid Hrabovskyj (född 1935) och Ivan Karabyts (1945–2002).

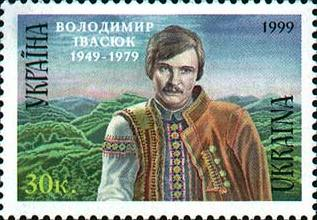
Volodymyr Ivasiuk (1949–79), representant för en ny generation musiker/kompositörer som kombinerade folk- och populärmusik.

### Populärmusik
Under 1900-talet har ukrainsk musik framförts i traditionell form, som pop, rock, jazz eller i andra genrer.
På 1970-talet framträdde de första musikerna som kombinerade ukrainsk folkmusik med populärmusik — exempelvis folkrockgruppen Kobza. Den följdes av Medikus, Vij och Mandry, liksom artisterna Volodymyr Ivasiuk (1949–79), Sofia Rotaru (född 1947) och senare Mariana Sadovska (född 1972).
Under den sovjetiska tiden var ukrainska språket ofta förbjudet alternativt motarbetat, och framför allt ukrainsk populärmusik har därför ofta kommit att framföras på ryska. Sedan Ukrainas självständighet år 1991 har många artister medvetet valt ukrainska som sångspråk, även artister som marknadsförts och turnerat i andra delar av det före detta Sovjetunionen. Exempel på dessa är Vopli Vidopliassova (1986–) och Okean Elzy (1994–). Kazaky, som bildades 2010, spelar house och elektronisk musik.
Heavy metal har fått stor popularitet i Ukraina. Där finns inte minst black metal-grupper som Hate Forest, Drudkh och Holy Blood.

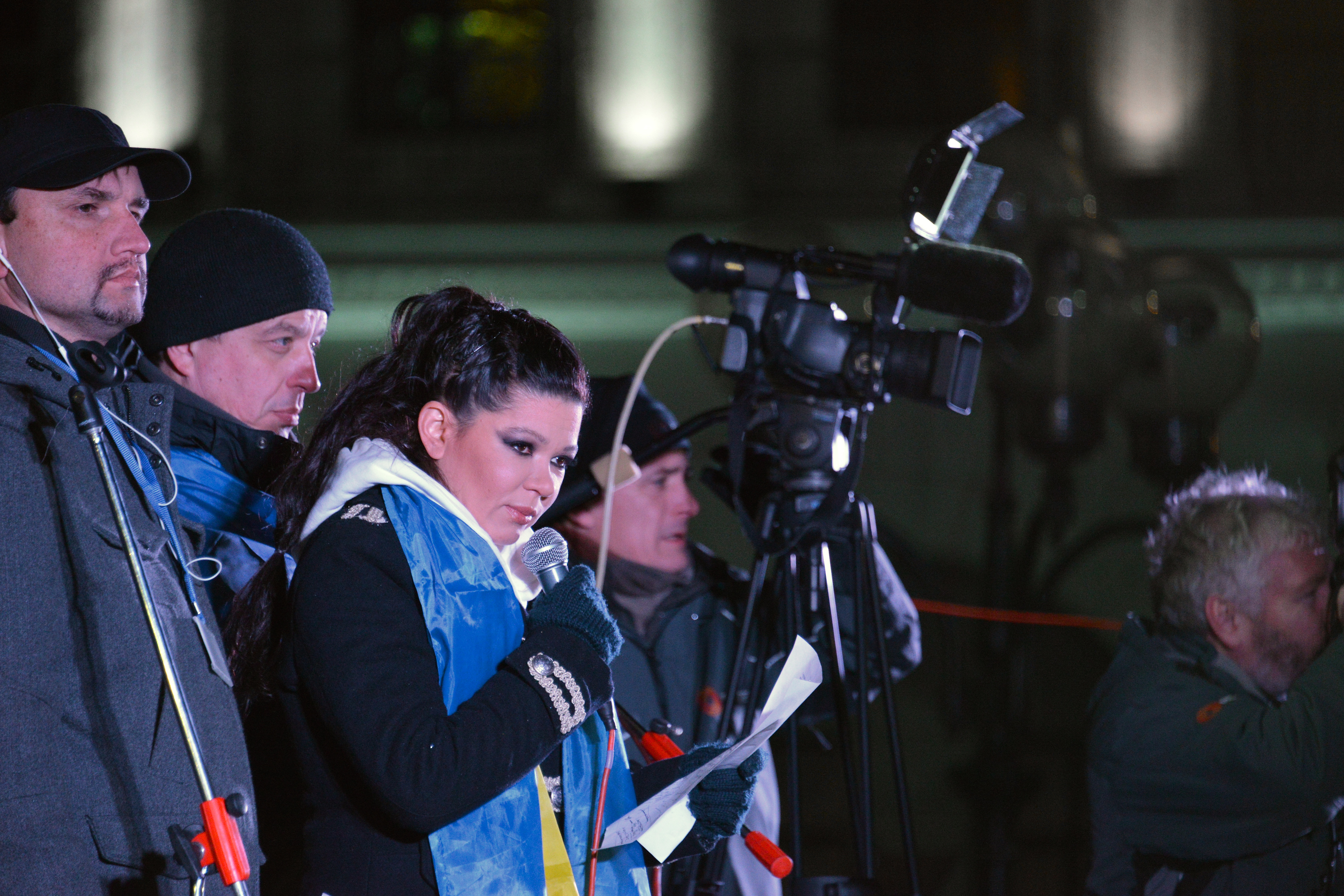
Ruslana Lyzytjko tillhör en ny generation populärmusiker som står på barrikaderna för den ukrainska kulturen (här på podiet under Euromajdan, november 2013).

Ukraina deltog första gången i Eurovision Song Contest 2003. Redan året därpå vann sångerskan Ruslana (Ruslana Lyzjytjko, född 1973) tävlingen med låten "Wild Dances" ("Dyki tantsi"). Senare har två ukrainska bidrag kommit på andra plats — 2007 med Verka Serdjutjka (egentligen Andrij Mychajlovytj Danylko, född 1973) och 2008 med Ani Lorak (född 1978).

## Ukrainska musikinstrument

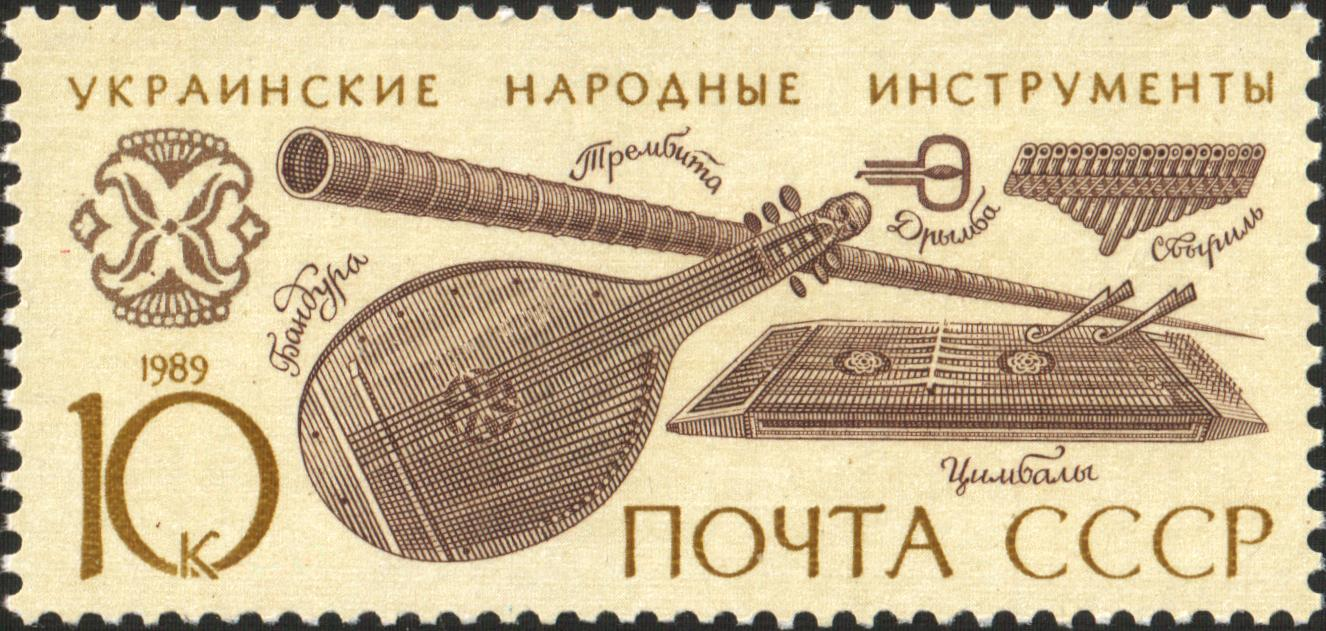
Sovjetiskt frimärke från 1989 med ukrainska folkmusikinstrument. Övre raden: trembita (alphorn), drymba (mungiga), svyril (panflöjt). Undre raden: bandura (cister), tsymbalju (hackbräde).

### Blåsinstrument
Aerofon
- Kuvytsi (panflöjt)

Rörpipeinstrument
- Duda (musikinstrument) (ett slags säckpipa)
- Bardan (ett slags säckpipa)
- Mich (ett slags säckpipa)
- Volynka (ett slags säckpipa)

Träblåsinstrument
- Flojara (pipa, blockflöjt)
- Sopilka (flöjt)
- Svyril (panflöjt)
- Trembita (alphorn)

### Stränginstrument
Knäppinstrument
- Husli (gusli)
- Kobza (luta)
- Bandura (ett slags cister)
- Drymba (mungiga)
- Varhan (mungiga)
- Torban ("basluta")

Stråkinstrument
- Basolia (basviol)
- Hudok (tresträngad föregångare till violin)
- Skrypka (violin)

Nyckel- och stråkinstrument
- Relja (lira)

Strängslaginstrument
- Tsymbaly (hackbräde)

### Slaginstrument
Membranofoner
- Tulumba (puka)
- Litavry (puka)
- Resjeto (tamburin)
- Bubon (tamburin)
- Taraban (trumma, tamburin med trumskinn)

Idiofoner
- Cymbal
- Klockor
- Skallra